# 1769 en science
| Années de la science : 1766 - 1767 - 1768 - 1769 - 1770 - 1771 - 1772    |
| Décennies de la science : 1730 - 1740 - 1750 - 1760 - 1770 - 1780 - 1790 |

Cet article présente les faits marquants de l'année 1769 en science.

## Événements

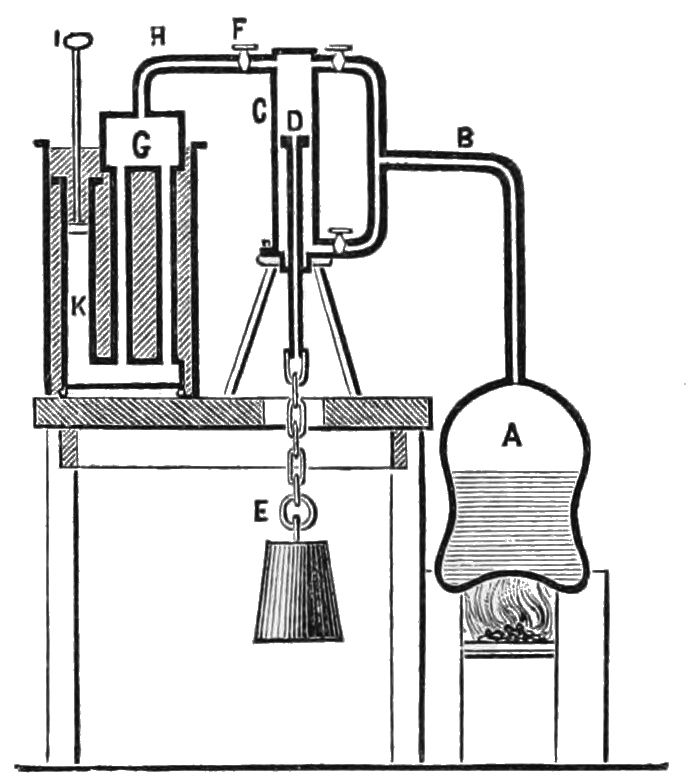
Schéma de fonctionnement de la machine à vapeur de Watt conçue en 1765.

- 9 janvier : l'ingénieur britannique James Watt dépose le brevet d'un condenseur séparé qui améliore les performances de la machine atmosphérique de Newcomen (1711). Un système régulateur maintient la pression constante. Watt s'associe à l'industriel Matthew Boulton et perfectionne sa machine pour l’adapter à l’industrie (1769-1785)[1].

- 25 février : Condorcet entre à l’Académie des sciences comme « adjoint mécanicien ». Sa nomination est confirmée le 8 mars par Louis XV[2].
- 4 mars : l'astronome français Charles Messier enregistre pour la première fois la nébuleuse d'Orion (Messier 42)[3].
- 16 mars : retour de Louis Antoine de Bougainville à Saint-Malo après son voyage dans le Pacifique (escale à Tahiti, exploration des îles les plus septentrionales de l’archipel des Salomon)[4].

- 13 avril : James Cook, lieutenant à bord de l’Endeavour, débarque à Tahiti lors de son premier grand voyage dans le Pacifique sud entrepris en 1768. Il accompagne, par le cap Horn, des astronomes britanniques qui vont observer à Tahiti, île tout juste découverte, le transit de Vénus devant le Soleil le 3 juin[5].

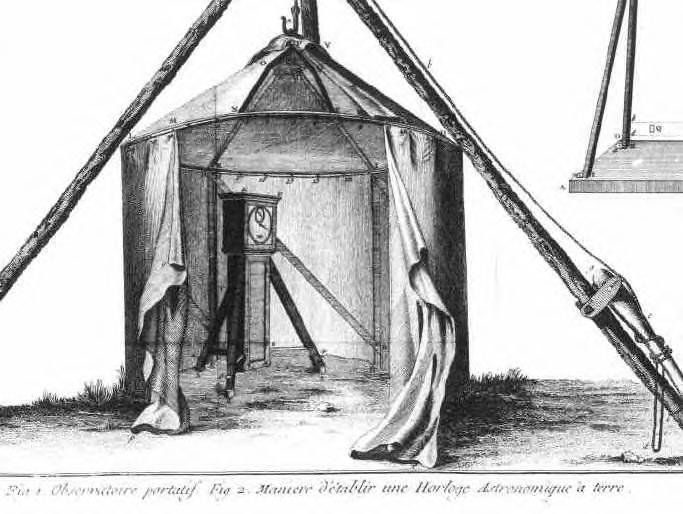
Observatoire portatif utilisé par l'expédition de James Cook à Tahiti. Gravure de 1778.

- 3-4 juin : observation du transit de Vénus en divers points du globe, qui permet avec les observations de 1761 de mesurer la distance entre la Terre et le Soleil[6].
- 13 juin : le céramiste britannique Josiah Wedgwood inaugure son usine d'Etruria à Stoke-on-Trent[7]. Il y introduit la division du travail pour fabriquer une céramique industrielle de qualité[8].
- 3 juillet : le mécanicien britannique Richard Arkwright obtient un brevet pour une machine semi-mécanique à filer le coton[9].

- 6 octobre : James Cook débarque en Nouvelle-Zélande[10] où il effectue le relevé de 3 860 km de côtes. Bien qu’il n’ait pas disposé de chronomètre au cours de ce voyage et qu’il n’ait donc pas pu déterminer la longitude dans l’absolu, il réalise des cartes côtières de Nouvelle-Zélande d’une telle précision qu’elles sont utilisées jusqu’au XIXe siècle. Il contourne les deux îles et franchit le détroit qui les sépare (aujourd’hui le détroit de Cook), prouvant ainsi qu’elles ne constituaient pas la pointe méridionale d’un continent plus étendu.

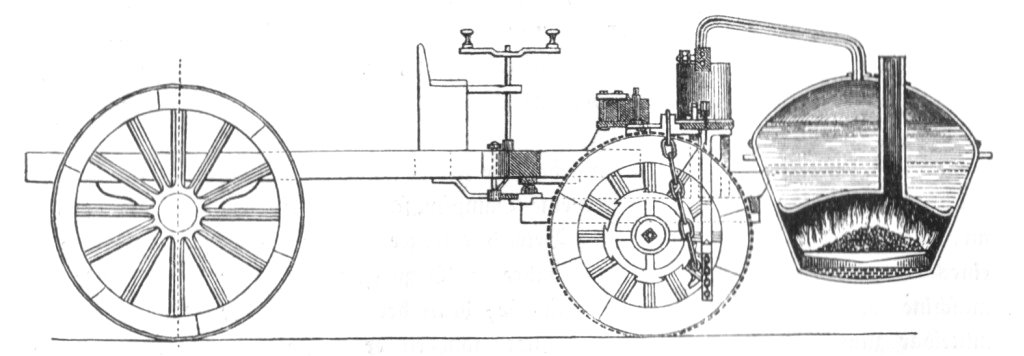
Automobile de Joseph Cugnot

- 23 octobre : Cugnot présente son fardier, premier véhicule automobile à vapeur, dans l'enceinte de l'Arsenal à Paris[11].
- 9 novembre : James Cook observe le transit de Mercure depuis Mercury Bay en Nouvelle-Zélande[12].

- Le chimiste suédois Carl Wilhelm Scheele isole l'acide tartrique[13].

- Johan Gottlieb Gahn et Carl Wilhelm Scheele trouvent du phosphate de calcium (Ca3(PO4)2) dans les os et développent une méthode pour obtenir du phosphore à partir de cendres osseuses[14].
- Wolfgang von Kempelen entreprend la construction d'une machine de synthèse vocale mécanique (1769-1791). Elle est présentée au public en 1783[15].

## Prix
- Médailles de la Royal Society
  - Médaille Copley : William Hewson (1739-1774), pour des articles sur le système lymphatique des amphibiens et des poissons.
- Prix Smith : George Atwood

## Naissances

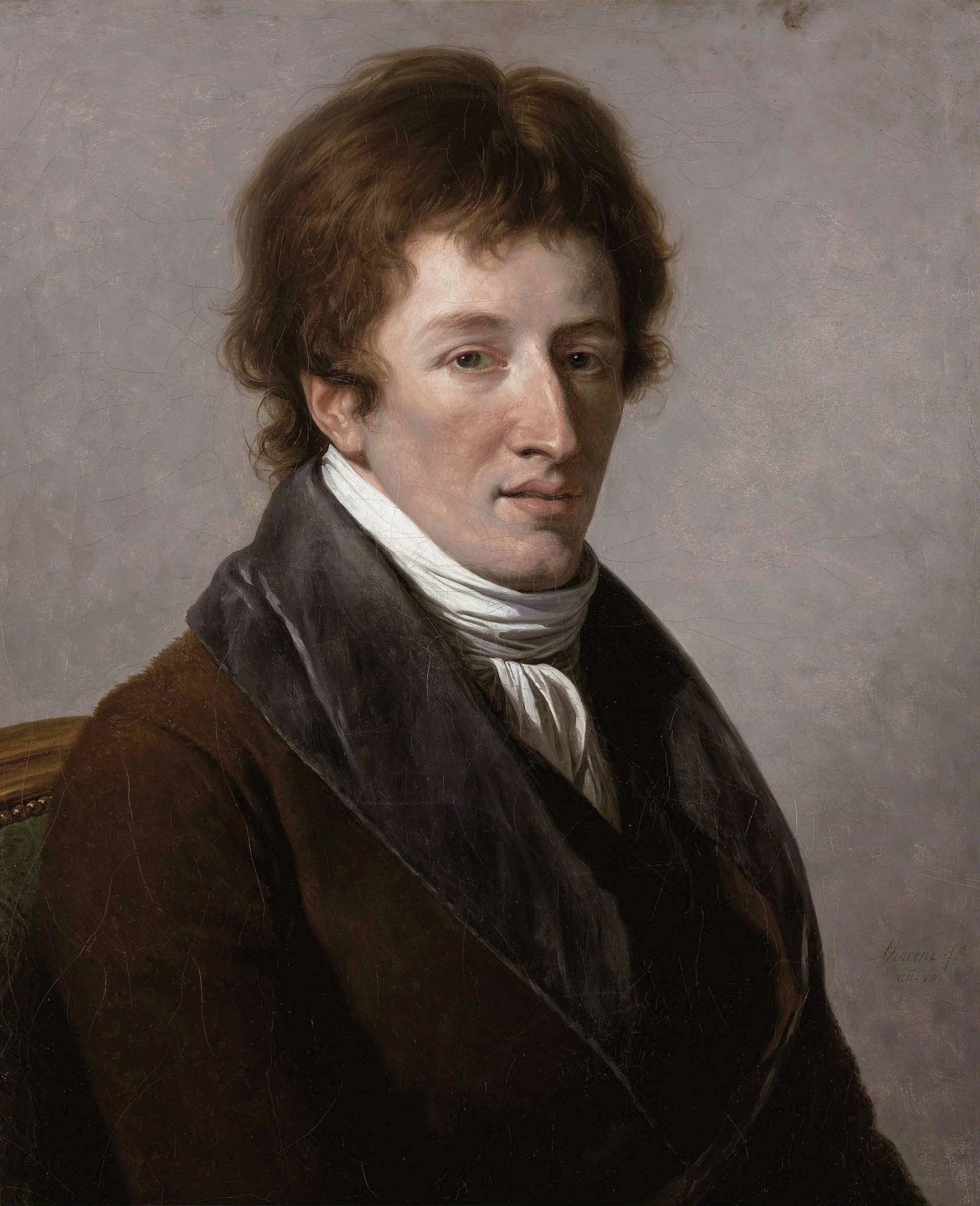
Georges Cuvier

- 1er janvier : Marie-Louise Lachapelle, sage-femme.
- 16 février : Andrea De Jorio (mort en 1851), professeur, archéologue et linguiste italien[16].
- 23 mars : William Smith (mort en 1839), géologue britannique.
- 29 mars : Friedrich Accum (mort en 1838), chimiste allemand.
- 6 mai : Jean Nicolas Pierre Hachette (mort en 1834), mathématicien français.
- 16 mai : Pierre-François Kéraudren (mort en 1858), médecin et scientifique français[17].
- 5 juin : Edward Daniel Clarke (mort en 1822), minéralogiste et archéologue anglais.
- 12 août : Ludwig Wilhelm Gilbert (mort en 1824), scientifique et professeur allemand.
- 23 août : Georges Cuvier (mort en 1832), anatomiste français, promoteur de l'anatomie comparée et de la paléontologie.
- 14 septembre : Alexander von Humboldt (mort en 1859), naturaliste, géographe et explorateur allemand.
- 19 septembre : Charles de Gerville (mort en 1853), érudit, historien, naturaliste et archéologue français.
- 22 septembre : Louis Puissant (mort en 1843), ingénieur géographe et mathématicien français.
- 20 novembre : Annibale Giordano (mort en 1835), mathématicien et révolutionnaire italien naturalisé français.

## Décès

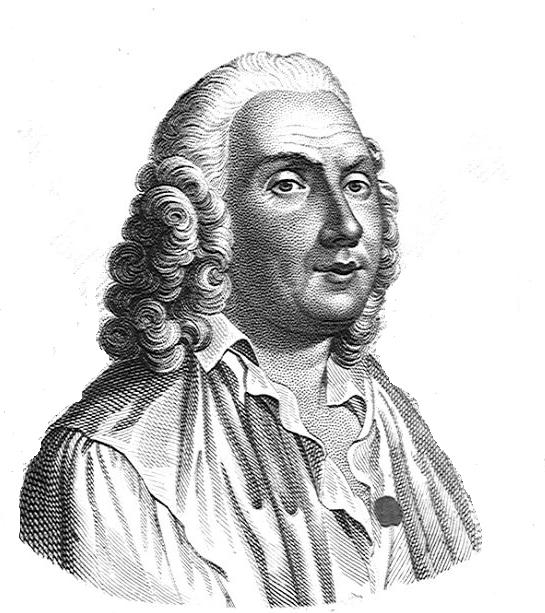
Antoine Ferrein

- 28 février : Antoine Ferrein (né en 1693), médecin et anatomiste français.
- 21 mai : Gottfried Heinsius (né en 1709), mathématicien, géographe et astronome allemand.
- 1er août : Jean Chappe (né en 1722), astronome français.
- 20 août : Gabriel Jars (né en 1732), ingénieur français[18].
- 23 septembre : Michel Ferdinand d'Albert d'Ailly (né en 1714), astronome et physicien français.
- 30 décembre : Faustina Pignatelli (née en 1705), mathématicienne et physicienne italienne.